# Wilfried Heider
Wilfried Heider (* 14. März 1939 in Magdeburg; † 12. September 1999 ebenda) war ein deutscher Metallgestalter.

## Leben und Werk
Heider war der Sohn eines Schlossermeisters. Er besuchte in Magdeburg die Grundschule und absolvierte dann bei seinem Vater von 1953 bis 1956 eine Schlosserlehre. Von 1956 bis 1959 studierte er in der Abteilung Kunstschmiede und u. a. bei Bruno Groth an der Fachschule für Angewandte Kunst Magdeburg. Mit Groth unterhielt er dann eine lebenslange Freundschaft.
1959 legte Heider auch die Meisterprüfung im Schlosserhandwerk ab. Sein erster öffentlicher Auftrag war 1959 die Türgestaltung für die Feierhalle des Magdeburger Westfriedhofs. Er arbeitete seitdem in Magdeburg freischaffend als Metallgestalter. 1962 erhielt er die renommierte Anerkennung als Kunstschaffender im Handwerk.
Heider schuf als Auftragsarbeiten eine Vielzahl von Werken für den öffentlichen Raum und architekturbezogener Werke. Das sind insbesondere Brunnen, Windspiele und Windharfen, Raumteiler, die Gestaltung von Türen, Toren und Gittern an und in repräsentativen Gebäuden vor allem in Magdeburg, und u. a. in Berlin, Gardelegen, Oschersleben und Tangerhütte. Vor allem für den öffentlichen Raum Magdeburgs sind seine Arbeiten prägend. Einige dieser Werke sind nach der deutschen Wiedervereinigung verloren gegangen und Heider schuf seitdem neue Werke.
Heider beteiligte sich 1977, 1979 und 1981 an den wichtigen Symposien für Stahlgestaltung im VEB Chemieanlagenbau Staßfurt und 1983 und 1984 am Schmiedesymposium Tobiashammer in Ohrdruf. Er war ab 1962 Kandidat und von 1965 bis 1990 Mitglied des Verbands Bildender Künstler der DDR. Außerhalb der DDR war Heider auf repräsentativen Ausstellungen des DDR-Kunsthandwerks in Budapest, Lindau am Bodensee, Moskau, Prag, Sofia und Tallin vertreten.
Der künstlerische Nachlass Heiders befindet sich im Magdeburger Forum Gestaltung.

## Ehrungen
- 1966: Preis auf der Ausstellung Kunsthandwerk in der DDR in Erfurt
- 1974: Preis auf der internationalen Ausstellung Kunstschmiedearbeiten heute in Lindau
- 1977: Kunstpreis des Rates des Bezirks Magdeburg

## Rezeption
„… er beherrschte sein Material und die Techniken zu dessen Bearbeitung meisterhaft und kam zu vielgestaltigen, überzeugenden Formfindungen: Gitter und Brüstungen, kultisches und anderes Gerät, Brunnen, Sonnenuhren und Mobilés und nicht zuletzt freie Plastiken – geschmiedet, geschnitten getrieben, und geschweißt. Viele seiner Arbeiten sind sinnfällig durch ihre Funktion bestimmt, er bringt es zur eigenen Form – in vielen bilden Handwerk und Kunst eine untrennbare Einheit.“

## Weitere Werke (Auswahl)

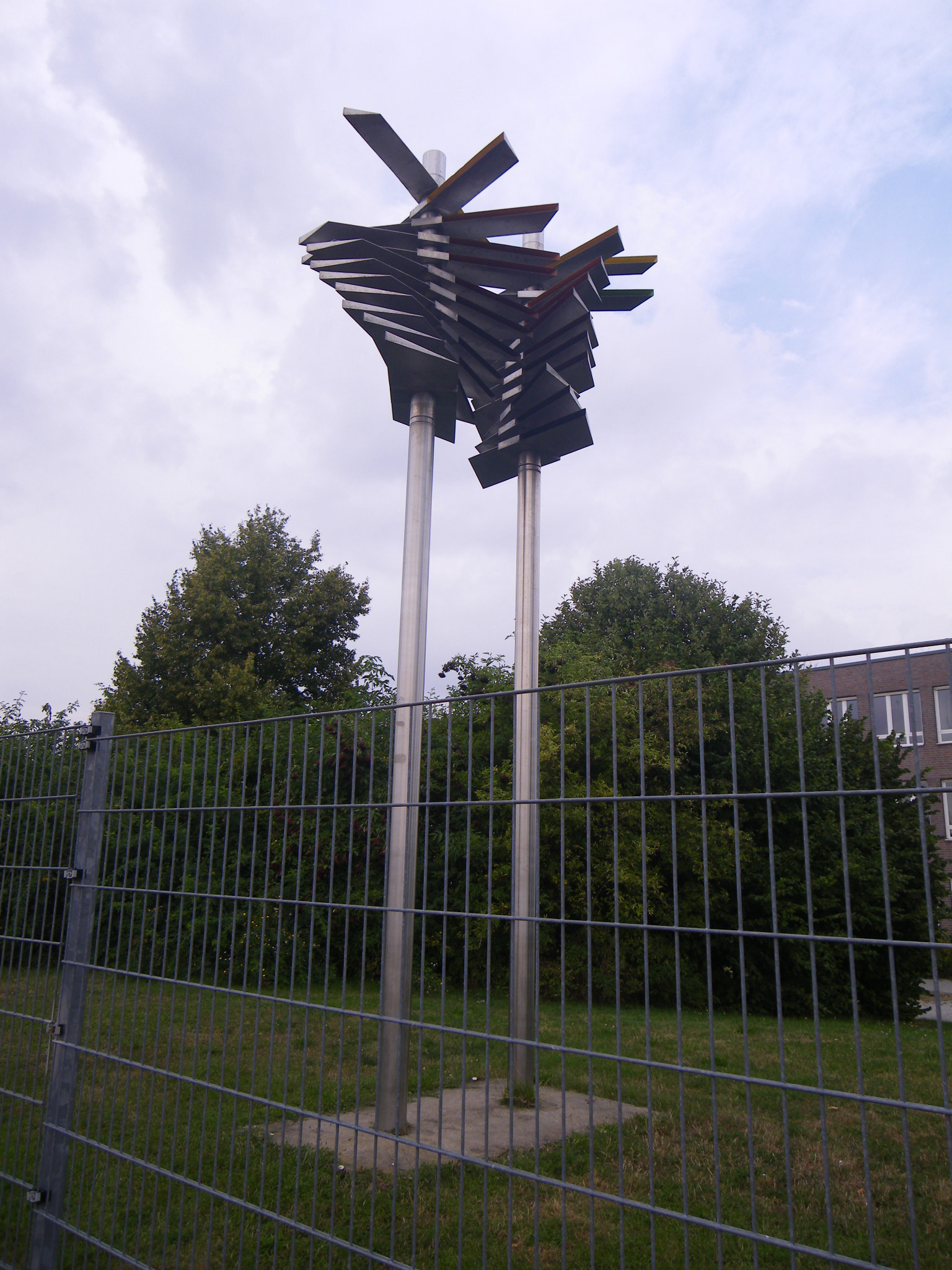
Windspiel am Olvenstedter Graseweg in Magdeburg

- Weltkarte (1967, Wandgestaltung, Schmiedearbeit auf Holzuntergrund, 420 × 350 cm; Magdeburg, damalige Filiale des Reisebüros der DDR)[3][1]
- Raumteiler (1968, Faltkonstruktion aus nichtrostendem Stahl, geschweißt; Magdeburg, damalige Otto-von Guericke-Buchhandlung)[3]
- Gestaltung einer Tür (vor 1968, Schliffeffekt auf rostfreiem Stahl; Berlin, Eingangstür der Nachtbar des Lindencorso; vernichtet[4])[5]
- Trinkbrunnen (1969, Edelstahl; Magdeburg, Breiter Weg)[6]
- Gestaltung einer Tür (1974, Edelstahl; Magdeburg, Westfriedhof; Modell auf der VIII. Kunstausstellung der DDR)[7]
- Fischbrunnen (1974, Chrom-Nickelstahl; Magdeburg, Schleinufer, Elbuferpromenade)
- Regenbaum (1977, Brunnenplastik, Edelstahl, Höhe; 300 cm; Magdeburg; Modell auf der VIII. Kunstausstellung der DDR)[8]
- Konvexe und konkave Formen (1979, Plastik, Edelstahl)[9]
- Sonnenuhr (1979, Edelstahl; Magdeburg, Schleinufer, Elbuferpromenade)
- Windspiel (1985, Edelstahl; Magdeburg, Nähe Thietmarstraße)
- Windspiel (1997, Stahl; Magdeburg, Olvenstädter Graseweg, Albert-Einstein-Gymnasium)[10]

## Ausstellungen (unvollständig)

### Personalausstellungen
- 1984: Museum Kloster Unser Lieben Frauen
- postum 2019: Magdeburg, Galerie Himmelreich („Skulpturen. Vom Kunstschmied zum Metallgestalter“)

### Teilnahme an Ausstellungen
- 1962 bis 1988: Dresden, Fünfte Deutsche Kunstausstellung und VII. bis X. Kunstausstellung der DDR
- ab 1964 Leipzig, Grassi-Museum, mehrere Kunsthandwerksmessen
- 1966: Erfurt („Kunsthandwerk in der DDR“)
- 1974: Erfurt, IGA-Gelände (I. und II. Quadriennale des Kunsthandwerks sozialistischer Länder)
- 1974: Lindau am Bodensee („Kunstschmiedearbeiten heute“)
- 1974, 1979 und 1984: Magdeburg, Bezirkskunstausstellungen
- 1981/1982 und 1986: Halle/Saale, Staatliche Galerie Moritzburg („Metallgestaltung in der DDR“)
- 1989: West-Berlin („Metallgestaltung in der DDR“)
- postum 2023: Magdeburg, Forum Gestaltung (Werke von Künstlern und Gestaltern der ehemaligen Fachschule für angewandte Kunst Magdeburg)